# Comitatul Washington, Alabama
Comitatul Washington, conform originalului din limba engleză, Washington County, (codul său FIPS este 01 - 129 Arhivat în 6 iunie 2011, la Wayback Machine.), este unul din cele 67 de comitate ale statului Alabama, Statele Unite ale Americii.
Washington County a fost numit în onoarea întâiului președinte american, George Washington.  Comitatul care este un "comitat uscat" (conform, dry county, un comitat unde servirea băuturilor alcoolice este interzisă) a fost fondat la 4 iunie 1800, de către guvernatorul teritoriului Mississippi, Winthrop Sargent.  Comitatul Washington, este cel mai vechi comitat al statului Alabama, având, conform Census 2000, o populație de 18.097 de locuitori.  Sediul comitatului este orașul Chatom.

## Geografie

### Drumuri importante
- U.S. Highway 43
- U.S. Highway 45
- State Route 17
- State Route 56

### Comitate vecine
Comitatul Washington este înconjurat de patru comitate ale statului Alabama și două ale statului Mississippi.
- Comitatul Choctaw (la nord)
- Comitatul Clarke (la est)
- Comitatul Baldwin (la sud-est)
- Comitatul Mobile (la sud)
- Comitatul Greene, Mississippi (la sud-vest)
- Comitatul Wayne, Mississippi (la nord-vest)

## Localități

### Orașe mari și mici
- Chatom
- Deer Park
- Fruitdale
- Leroy
- Saint Stephens
- Wagarville
- McIntosh
- Millry
- Vinegar Bend
- Tibbie
- Hobson

## Demografie
|  | Graficele sunt indisponibile din cauza unor probleme tehnice. Mai multe informații se găsesc la Phabricator și la wiki-ul MediaWiki. |

Date: Wikidata - grafică realizată de Wikipedia